# 산요 자동차도
산요 자동차도(일본어: 山陽自動車道)은 일본 효고현 고베시 기타구의 고베 분기점부터 야마구치현 야마구치시의 야마구치 분기점과 시모노세키시의 시모노세키 분기점을 잇는 총 연장 460.9km에 이르는 일본의 고속도로이다.

## 개요
1997년 12월 10일에 전 노선 개통되었던 본선(고베 분기점 - 야마구치 분기점) 외에 기미 지선(미키 분기점 - 고베니시 나들목), 구라시키햐아시마 지선(구라시키 분기점 - 하야시마 나들목), 우베시모노세키 지선(우베 분기점 - 시모노세키 분기점)이 개통되어 있다. 본선은 아시안 하이웨이 1호선의 일부로 구성되어 있다.
산요 지방을 동서로 관통하는 고속도로이며, 세토 내해 해안가를 달리지만, 전반적으로 해안선보다 약간 내륙쪽을 달리고 있으며, 바다가 보이는 구간은 적다. 노선의 대부분은 산요 신칸센과 병행하고 지나고 있어, 다수의 구간에서 고속도로 위의 차창에서 신칸센을 신칸센의 차창에서 산요 자동차도를 볼 수 있다. 또한, 전 노선이 국도 제2호선 및 구) 산요도의 노선에 거의 대부분 만들어졌다.
산요 자동차도는 종래부터 있었던 주고쿠 자동차도에 비해, 급경사나 극단적으로 반경의 작은 급커브가 극력 억제되어 있지만 이를 피하는 대신, 산간 구간 등에서는 고가교와 거리가 긴 터널이 연속되어 있다. 이 같은 구간에서는 공사비 억제의 관점에서 가장자리 부분의 폭을 1.25m로 억제하면서 양호한 도로 선형이지만 최고 속도가 80km로 제한되어 있다. 히로시마 현 공안 위원회 관할의 터널에서는 차선 변경 금지가 표시되어 있는 것도 많다. 한편, 평야 대부분 구간에서는 저비용인 성토 및 절개지로 건설되고, 갓길 폭이 충분히 확보된 것도 있어, 최고속도 100km/h로 주행할 수 있다. 이 때문에, 최고속도가 스이타 분기점 - 다카라즈카 나들목을 제외한 전 노선 80km/h이하로 맞춰져 있어 주고쿠 자동차도 보다도 달리기 쉬워, 산요 자동차도 전 노선 개통에 의해, 이용하는 차가 주고쿠 자동차도에서 산요 자동차로 옮기고 있다.
하쓰카이치 분기점과 오타케 분기점 사이는 엄밀히 말하면 산요 자동차도가 아니라, 산요 자동차도에서 병행하는 국도 제2호선 자동차 전용 도로인 히로시마 이와쿠니 도로이지만, 산요 자동차도 본선과 일체적으로 운용되고 있다. 더욱이, 히로시마 이와쿠니 도로에 걸친 재판에서, 일본은 이 구간에 산요 자동차도를 별도의 노선으로 건설하겠다고 밝혔지만, 현 시점에서 건설되는 예정은 없는 계획은 사실상 소멸하고 있다. 또한, 도로 공단 민영화 과정에서 전국 노선망이 되는 상환 기한이 30년 이상 연장됐음에도 불구하고, 거리 요금 단가는 산요 본선의 1.6배로 보류되어 있어, 연선에서는 불만의 목소리가 일고 있다.
우베시모노세키 지선은 2001년 3월 11일에 개통했다. 전 구간 잠정 2차선이었기 때문에 최고속도 70km/h로 제한되어 있다. 이와 동시에 오고리 도로(야마구치미나미 나들목 - 가가와 나들목)와 야마구치 우베 도로(가가와 나들목 - 우베 분기점)가 병행 노선으로 지정되어, 국가 간선 도로법에 기준하는 고규격 간선 도로로서의 산요 자동차도 네트워크는 완성했다. 그러나 오고리 도로 · 야마구치 우베 도로로 연결되고 있는 야마구치미나미 나들목 - 우베 분기점은 고속 자동차 국도의 노선을 지정하는 정령으로 지정되지 않는 예정 노선 구간으로 되어 있어, 산요도로서의 기본 계획은 나오지 않았다.
2005년에 태풍 14호에의 영향으로 이와쿠니 나들목 - 구가 나들목에서 노면이 50m에 걸쳐 붕괴하는 재해가 발생해, 같은 해 12월 1일까지 통제되었다.

## 통과하는 지자체

### 본선
- 효고현
  - 고베시 (기타구) - 미키시 - 오노시 - 미키시 - 오노시 - 미키시 - 오노시 - 가코가와시 - 히메지시 - 다쓰노시 - 아이오이시 - 아코시

- 오카야마현
  - 비젠시 - 와케군 와케정 - 아카이와시 - 오카야마시 (히가시구) - 아카이와시 - 오카야마시 (기타구) - 구라시키시 - 아사쿠치시 - 아사쿠치군 사토쇼정 - 아사쿠치시 - 가사오카시

- 히로시마현
  - 후쿠야마시 - 오노미치시 - 미하라시 - 다케하라시 - 히가시히로시마시 - 히로시마시 (아사키타구 - 히가시구 - 아사미나미구 - 사에키구) - 하쓰카이치시 - 오타케시

- 야마구치현
  - 이와쿠니시 - 슈난시 - 히카리시 - 슈난시 - 구다마쓰시 - 슈난시 - 후추시 - 야마구치시

### 기미 지선 (미키 분기점 - 고베니시 나들목)
- 효고현
  - 미키시 - 고베시 (기타구) - 미키시 - 고베시 (기타구 - 니시구)

### 구라시키하야시마 지선 (구라시키 분기점 - 햐아시마 나들목)
- 오카야마현
  - 구라시키시 - 쓰쿠보군 하야시마정

### 우베시모노세키 지선 (우베 분기점 - 시모노세키 분기점)
- 야마구치현
  - 우베시 - 산요오노다시 - 시모노세키시

## 나들목 · 분기점

### 본선
| 나들목 번호                          | 시설 이름                            | 일본어 이름                          | 거리 (km)                            | BS                                   | 접속 노선                                                                                 | 소재지                               | 소재지                               | 소재지                               |
| 신메이신 고속도로 다카쓰키·교토 방면 | 신메이신 고속도로 다카쓰키·교토 방면 | 신메이신 고속도로 다카쓰키·교토 방면 | 신메이신 고속도로 다카쓰키·교토 방면 | 신메이신 고속도로 다카쓰키·교토 방면 | 신메이신 고속도로 다카쓰키·교토 방면                                                      | 신메이신 고속도로 다카쓰키·교토 방면 | 신메이신 고속도로 다카쓰키·교토 방면 | 신메이신 고속도로 다카쓰키·교토 방면 |
| ------------------------------------ | ------------------------------------ | ------------------------------------ | ------------------------------------ | ------------------------------------ | ----------------------------------------------------------------------------------------- | ------------------------------------ | ------------------------------------ | ------------------------------------ |
| 5-1                                  | 고베 분기점                          | 神戸                                 | 0.0                                  | -                                    | 주고쿠 자동차도                                                                           | 효고현                               | 고베시                               | 기타구                               |
| -                                    | 하타 BS                              | 八多                                 | 2.4                                  | ○                                    |                                                                                           | 효고현                               | 고베시                               | 기타구                               |
| 1                                    | 고베키타 나들목                      | 神戸北                               | 2.5                                  |                                      | 롯코키타 유료도로                                                                         | 효고현                               | 고베시                               | 기타구                               |
| -                                    | 오고 PA                              | 淡河                                 | 7.2                                  |                                      |                                                                                           | 효고현                               | 고베시                               | 기타구                               |
| -                                    | 오고 BS                              | 淡河                                 | 12.2                                 | ○                                    |                                                                                           | 효고현                               | 고베시                               | 기타구                               |
| 2                                    | 미키 분기점                          | 三木                                 | 15.3                                 | -                                    | 산요 자동차도 기미 지선 고베 아와지 나루토 자동차도 아와지 · 나루토 방면                  | 효고현                               | 미키시                               | 미키시                               |
| -                                    | 시지미 BS                            | 志染                                 | 16.5                                 | ○                                    |                                                                                           | 효고현                               | 미키시                               | 미키시                               |
| 3                                    | 미키히가시 나들목                    | 三木東                               | 17.9                                 |                                      | 효고 현도 85호 고베카토 선                                                                | 효고현                               | 미키시                               | 미키시                               |
| -                                    | 구루미 BS                            | 久留美                               | 23.0                                 | ○                                    |                                                                                           | 효고현                               | 미키시                               | 미키시                               |
| -                                    | 미키 SA                              | 三木                                 | 25.4                                 |                                      |                                                                                           | 효고현                               | 미키시                               | 미키시                               |
| 4                                    | 미키오노 나들목                      | 三木小野                             | 27.6                                 |                                      | 국도 제175호선 (미키 바이패스)                                                            | 효고현                               | 미키시                               | 미키시                               |
| -                                    | 오노 BS                              | 小野                                 | 30.0                                 | ○                                    |                                                                                           | 효고현                               | 오노시                               | 오노시                               |
| -                                    | 곤겐코 PA                            | 権現湖                               | 36.0 (상) 36.5 (하)                  | ○                                    |                                                                                           | 효고현                               | 가코가와시                           | 가코가와시                           |
| 5                                    | 가코가와키타 나들목                  | 加古川北                             | 41.1                                 |                                      | 효고현도 제723호 가코가와키타인터 선 효고현도 제43호 다카사고호조 선 (현도 723호 경유)    | 효고현                               | 가코가와시                           | 가코가와시                           |
| -                                    | 시키토 BS                            | 飾東                                 | 46.3                                 | ○                                    |                                                                                           | 효고현                               | 히메지시                             | 히메지시                             |
| 6                                    | 산요히메지히가시 나들목              | 山陽姫路東                           | 49.7                                 |                                      | 국도 제372호선 반탄 연락도로                                                              | 효고현                               | 히메지시                             | 히메지시                             |
| -                                    | 시라토리 PA                          | 白鳥                                 | 60.5 (상) 61.5 (하)                  | ○                                    |                                                                                           | 효고현                               | 히메지시                             | 히메지시                             |
| 7                                    | 산요히메지니시 나들목                | 山陽姫路西                           | 62.6                                 |                                      | 국도 제29호선 (히메지니시 바이패스) (히메지키타 바이패스)                                 | 효고현                               | 히메지시                             | 히메지시                             |
| 8                                    | 다쓰노 나들목                        | 龍野                                 | 69.2                                 | ○                                    | 효고현도 제29호 아보시타쓰노 선                                                           | 효고현                               | 다쓰노시                             | 다쓰노시                             |
| 9                                    | 다쓰노니시 나들목                    | 龍野西                               | 73.7                                 |                                      | 효고현도 제93호 다쓰노니시인터 선 효고현도 제121호 다쓰노아이오이 선                      | 효고현                               | 다쓰노시                             | 다쓰노시                             |
| -                                    | 다쓰노니시 SA                        | 龍野西                               | 73.9                                 |                                      |                                                                                           | 효고현                               | 다쓰노시                             | 다쓰노시                             |
| 9-1                                  | 하리마 분기점                        | 播磨                                 | 75.1                                 | -                                    | 하리마 자동차도                                                                           | 효고현                               | 다쓰노시                             | 다쓰노시                             |
| -                                    | 아이오이 BS                          | 相生                                 | 78.1                                 | ○                                    |                                                                                           | 효고현                               | 아이오이시                           | 아이오이시                           |
| 10                                   | 아코 나들목                          | 赤穂                                 | 88.3                                 | ○                                    | 효고현도 제96호 오카야마아코 선                                                           | 효고현                               | 아코시                               | 아코시                               |
| -                                    | 후쿠이시 PA                          | 福石                                 | 95.1                                 |                                      |                                                                                           | 오카야마현                           | 비젠시                               | 비젠시                               |
| 11                                   | 비젠 나들목                          | 備前                                 | 98.8                                 |                                      | 국도 제2호선                                                                              | 오카야마현                           | 비젠시                               | 비젠시                               |
| 12                                   | 와케 나들목                          | 和気                                 | 109.1                                |                                      | 국도 제374호선                                                                            | 오카야마현                           | 와케군                               | 와케정                               |
| -                                    | 세토 PA                              | 瀬戸                                 | 116.8 (상) 117.6 (하)                |                                      |                                                                                           | 오카야마현                           | 오카야마시                           | 히가시구                             |
|                                      | 세토 분기점                          | 瀬戸                                 |                                      |                                      | 미마사카 오카야마 도로                                                                    | 오카야마현                           | 오카야마시                           | 히가시구                             |
| 13                                   | 산요 나들목                          | 山陽                                 | 123.2                                | △                                    | 오카야마현도 제37호 사이다이지산요 선                                                     | 오카야마현                           | 아카이와시                           | 아카이와시                           |
| -                                    | 가사이야마 터널                      | 笠井山                               |                                      |                                      |                                                                                           | 오카야마현                           | 오카야마 시                          | 기타구                               |
| 14                                   | 오카야마 나들목                      | 岡山                                 | 136.8                                | △                                    | 국도 제53호선 (오카야마키타 바이패스)                                                     | 오카야마현                           | 오카야마 시                          | 기타구                               |
| -                                    | 기비 PA / SIC                        | 吉備                                 | 138.5                                |                                      | 오카야마현도 제238호 가미하가오카야마 선 (시도 경유) 오카야마현도 제61호 세노오미쓰 선    | 오카야마현                           | 오카야마 시                          | 기타구                               |
| 15                                   | 오카야마 분기점                      | 岡山                                 | 143.9                                | -                                    | 오카야마 자동차도                                                                         | 오카야마현                           | 오카야마 시                          | 기타구                               |
| 16                                   | 구라시키 분기점                      | 倉敷                                 | 150.3                                | -                                    | 산요 자동차도 구라시키하야시마 지선 세토 추오 자동차도 고지마 · 사카이데 방면             | 오카야마현                           | 구라시키시                           | 구라시키시                           |
| 17                                   | 구라시키 나들목                      | 倉敷                                 | 152.4                                | △                                    | 국도 제429호선                                                                            | 오카야마현                           | 구라시키시                           | 구라시키시                           |
| 18                                   | 다마시마 나들목                      | 玉島                                 | 161.9                                |                                      | 오카야마현도 제54호 구라시키미나기 선 국도 제2호선 (다마시마 바이패스) (현도 54호선 경유) | 오카야마현                           | 구라시키시                           | 구라시키시                           |
| -                                    | 미치구치 PA                          | 道口                                 | 166.5                                |                                      |                                                                                           | 오카야마현                           | 구라시키시                           | 구라시키시                           |
| 19                                   | 가모가타 나들목                      | 鴨方                                 | 171.9                                |                                      | 오카야마현도 제155호 가모가타야카게 선                                                    | 오카야마현                           | 아사쿠치시                           | 아사쿠치시                           |
| 20                                   | 가사오카 나들목                      | 笠岡                                 | 180.1                                |                                      | 오카야마현도 제34호 가사오카이바라 선                                                     | 오카야마현                           | 가사오카시                           | 가사오카시                           |
| -                                    | 시노사카 PA                          | 篠坂                                 | 185.4                                |                                      |                                                                                           | 오카야마현                           | 가사오카시                           | 가사오카시                           |
| 21                                   | 후쿠야마히가시 나들목                | 福山東                               | 191.7                                |                                      | 국도 제182호선 후쿠야마 환상 도로                                                         | 히로시마현                           | 후쿠야마시                           | 후쿠야마시                           |
| -                                    | 센다 BS                              | 千田                                 | 194.4                                | ○                                    |                                                                                           | 히로시마현                           | 후쿠야마시                           | 후쿠야마시                           |
| 21-1                                 | 후쿠야마 SA / SIC                    | 福山                                 | 200.3 200.5                          |                                      | 히로시마현도 제463호 쓰노고야마모리 선                                                    | 히로시마현                           | 후쿠야마시                           | 후쿠야마시                           |
| -                                    | 후쿠야마혼고 BS                      | 福山本郷                             | 207.6                                | ○                                    |                                                                                           | 히로시마현                           | 후쿠야마시                           | 후쿠야마시                           |
| 22                                   | 후쿠야마니시 나들목                  | 福山西                               | 208.7                                |                                      | 오노미치 후쿠야마 자동차도 국도 제2호선                                                   | 히로시마현                           | 후쿠야마시                           | 후쿠야마시                           |
| 22-1                                 | 오노미치 분기점                      | 尾道                                 | 213.0                                | -                                    | 오노미치 자동차도 니시세토 자동차도                                                       | 히로시마현                           | 오노미치시                           | 오노미치시                           |
| 23                                   | 오노미치 나들목                      | 尾道                                 | 214.5                                |                                      | 국도 제184호선                                                                            | 히로시마현                           | 오노미치시                           | 오노미치시                           |
| -                                    | 야하타 PA                            | 八幡                                 | 222.3 (하) 222.5 (상)                |                                      |                                                                                           | 히로시마현                           | 미하라시                             | 미하라시                             |
| 24                                   | 미하라쿠이 나들목                    | 三原久井                             | 227.2                                |                                      | 국도 제486호선 히로시마현도 25호 미하라토조 선                                            | 히로시마현                           | 미하라시                             | 미하라시                             |
| -                                    | 다카사카 PA                          | 高坂                                 | 231.3                                | ☆                                    |                                                                                           | 히로시마현                           | 미하라시                             | 미하라시                             |
| 24-1                                 | 혼고 나들목                          | 本郷                                 | 238.4                                |                                      | 히로시마현도 제82호 히로시마쿠코혼고 선                                                   | 히로시마현                           | 미하라시                             | 미하라시                             |
| 25                                   | 고치 나들목                          | 河内                                 | 246.7                                | △                                    | 국도 제432호선 히로시마현도 제73호 히로시마쿠코 선 히로시마추오 프라이드 로드             | 히로시마현                           | 히가시히로시마시                     | 히가시히로시마시                     |
| -                                    | 고다니 SA                            | 小谷                                 | 249.7 (하) 250.0 (상)                |                                      |                                                                                           | 히로시마현                           | 히가시히로시마시                     | 히가시히로시마시                     |
| 25-1                                 | 다캬아 분기점 / 나들목               | 高屋                                 | 252.6                                |                                      | 히가시히로시마 구레 자동차도 히가시히로시마 다카타 도로                                   | 히로시마현                           | 히가시히로시마시                     | 히가시히로시마시                     |
| 26                                   | 사이조 나들목                        | 西条                                 | 257.8                                |                                      | 국도 제375호선 (미소노 바이패스) 히로시마현도 제59호 히가시히로시마혼고타다노우미 선      | 히로시마현                           | 히가시히로시마시                     | 히가시히로시마시                     |
| 27                                   | 시와 나들목                          | 志和                                 | 268.7                                | ◆                                    | 히로시마현도 제83호 시와인터 선                                                           | 히로시마현                           | 히가시히로시마시                     | 히가시히로시마시                     |
| -                                    | 오쿠야 PA                            | 奥屋                                 | 270.9                                |                                      |                                                                                           | 히로시마현                           | 히가시히로시마시                     | 히가시히로시마시                     |
| 28 28-1                              | 히로시마히가시 나들목                | 広島東                               | 279.3                                | ○                                    | 히로시마 고속 1호선 히로시마현도 제70호 히로시마나카시마 선                               | 히로시마현                           | 히로시마시                           | 히가시구                             |
| 29                                   | 히로시마 나들목                      | 広島                                 | 285.6                                |                                      | 국도 제54호선 히로시마 키타 도로                                                          | 히로시마현                           | 히로시마시                           | 아사미나미구                         |
| 29-1                                 | 누마타 PA                            | 沼田                                 | 291.2                                | ○                                    | 히로시마시도 아사미나미 4구 431호선                                                       | 히로시마현                           | 히로시마시                           | 아사미나미구                         |
| 30                                   | 히로시마 분기점                      | 広島                                 | 293.1                                | -                                    | 히로시마 자동차도                                                                         | 히로시마현                           | 히로시마시                           | 아사미나미구                         |
| 31                                   | 이쓰카이치 나들목 / 분기점           | 五日市                               | 296.0                                |                                      | 히로시마 고속 4호선 히로시마현도 제71호 히로시마유키 선 구사쓰누마타 도로                 | 히로시마현                           | 히로시마시                           | 사에키구                             |
| 31-1                                 | 미야지마 SA / SIC                    | 宮島                                 | 306.2                                |                                      | 국도 제433호선                                                                            | 히로시마현                           | 하쓰카이치시                         | 하쓰카이치시                         |
| 32                                   | 하쓰카이치 분기점                    | 廿日市                               | 310.3                                | -                                    | 히로시마 이와쿠니 도로 하쓰카이치 방면                                                    | 히로시마현                           | 하쓰카이치시                         | 하쓰카이치시                         |
| 32-2                                 | 오노 나들목                          | 大野                                 | 315.0                                |                                      | 히로시마현도 제289호 구리타니오노 선                                                      | 히로시마현                           | 하쓰카이치시                         | 하쓰카이치시                         |
| 32-3                                 | 오타케 나들목                        | 大竹                                 | 323.3                                |                                      | 국도 제2호선                                                                              | 히로시마현                           | 오타케시                             | 오타케시                             |
|                                      | 오타케 분기점 / 오타케니시 나들목    | 大竹 / 大竹西                        | 324.0                                | -                                    | 국도 제2호선 이와쿠니 오타케 도로                                                         | 히로시마현                           | 오타케시                             | 오타케시                             |
| -                                    | 세키도 터널                          | 関戸                                 |                                      |                                      |                                                                                           | 야마구치현                           | 이와쿠니시                           | 이와쿠니시                           |
| 34                                   | 이와쿠니 나들목                      | 岩国                                 | 332.6                                | △                                    | 국도 제2호선 야마구치현도 제1호 이와쿠니오타케 선                                         | 야마구치현                           | 이와쿠니시                           | 이와쿠니시                           |
| -                                    | 구가 PA                              | 玖珂                                 | 344.2                                |                                      |                                                                                           | 야마구치현                           | 이와쿠니시                           | 이와쿠니시                           |
| 35                                   | 구가 나들목                          | 玖珂                                 | 346.7                                | ○                                    | 야마구치현도 제70호 야나이쿠가 선                                                         | 야마구치현                           | 이와쿠니시                           | 이와쿠니시                           |
| 36                                   | 구마게 나들목                        | 熊毛                                 | 358.9                                | ○                                    | 야마구치현도 제8호 도쿠야마히카리 선                                                      | 야마구치현                           | 슈난시                               | 슈난시                               |
| -                                    | 구다마쓰 SA                          | 下松                                 | 364.8                                |                                      |                                                                                           | 야마구치현                           | 구다마쓰시                           | 구다마쓰시                           |
| 37                                   | 도쿠야마히가시 나들목                | 徳山東                               | 370.7                                | ○                                    | 국도 제2호선 (슈난 바이패스)                                                              | 야마구치현                           | 슈난 시                              | 슈난 시                              |
| 38                                   | 도쿠야마니시 나들목                  | 徳山西                               | 388.8                                |                                      | 국도 제2호선                                                                              | 야마구치현                           | 슈난 시                              | 슈난 시                              |
| -                                    | 도노미 PA                            | 富海                                 | 392.3                                |                                      |                                                                                           | 야마구치현                           | 후추시                               | 후추시                               |
| 39                                   | 후추히가시 나들목                    | 防府東                               | 401.3                                |                                      | 국도 제2호선 (후추 하이패스)                                                              | 야마구치현                           | 후추시                               | 후추시                               |
| 40                                   | 후추니시 나들목                      | 防府西                               | 404.6                                | △                                    | 국도 제2호선 (후추 하이패스)                                                              | 야마구치현                           | 후추시                               | 후추시                               |
| -                                    | 사바가와 SA                          | 佐波川                               | 407.2 (상) 407.5 (하)                |                                      |                                                                                           | 야마구치현                           | 후추시                               | 후추시                               |
| 41                                   | 야마구치미나미 나들목                | 山口南                               | 413.3                                |                                      | 국도 제2호선 오고리 도로                                                                  | 야마구치현                           | 야마구치시                           | 야마구치시                           |
| 33                                   | 야마구치 분기점                      | 山口                                 | 418.7                                | -                                    | 주고쿠 자동차도                                                                           | 야마구치현                           | 야마구치시                           | 야마구치시                           |

### 기미 지선
| 나들목 번호 | 시설 이름            | 일본어 이름 | 거리 (km) | BS | 접속 노선                   | 소재지 | 소재지 | 소재지 |
| ----------- | -------------------- | ----------- | --------- | -- | --------------------------- | ------ | ------ | ------ |
| 2           | 미키 분기점          | 三木        | 0.0       | -  | 산요 자동차도 본선          | 효고현 | 미키시 | 미키시 |
| -           | 고베니시 본선 요금소 | 神戸西      | 9.5       | -  |                             | 효고현 | 고베시 | 니시구 |
| 1           | 고베니시 나들목      | 神戸西      | 9.7       |    | 효고현도 제22호 고베미키 선 | 효고현 | 고베시 | 니시구 |

### 구라시키하야시마 지선
| 나들목 번호 | 시설 이름                | 일본어 이름 | 거리 (km) | BS | 접속 노선                        | 소재지     | 소재지     | 소재지     |
| ----------- | ------------------------ | ----------- | --------- | -- | -------------------------------- | ---------- | ---------- | ---------- |
| 16          | 구라시키 분기점          | 倉敷        | 0.0       | -  | 산요 자동차도 본선               | 오카야마현 | 구라시키시 | 구라시키시 |
| 1           | 하야시마 나들목 / 요금소 | 早島        | 3.3       | ◆  | 국도 제2호선 (오카야마 바이패스) | 오카야마현 | 쓰쿠보군   | 하야시마정 |

### 우베시모노세키 지선
| 나들목 번호 | 시설 이름         | 일본어 이름 | 거리 (km) | BS | 접속 노선                         | 소재지     | 소재지       |
| ----------- | ----------------- | ----------- | --------- | -- | --------------------------------- | ---------- | ------------ |
| 42          | 우베 분기점       | 宇部        | 0.0       | -  | 야마구치 우베 도로                | 야마구치현 | 우베시       |
| -           | 우베 본선 요금소  | 宇部        | 2.9       | -  |                                   | 야마구치현 | 우베시       |
| 43          | 우베 나들목       | 宇部        | 3.1       | ○  | 국도 제490호선                    | 야마구치현 | 우베시       |
| 44          | 오노다 나들목     | 小野田      | 13.2      | ○  | 야마구치현도 제71호 오노다산요 선 | 야마구치현 | 산요오노다시 |
| -           | 스오나다 PA       | 20.6        | 周防灘    | ○  |                                   | 야마구치현 | 산요오노다시 |
| 45          | 하부 나들목       | 埴生        | 22.7      |    | 국도 제2호선 (아사·하부 바이패스) | 야마구치현 | 산요오노다시 |
| 35-2        | 시모노세키 분기점 | 下関        | 28.1      | -  | 주고쿠 자동차도                   | 야마구치현 | 시모노세키시 |